# Olyra latifolia
Espèce
Synonymes
- Olyra arundinacea Kunth[1]
- Olyra brasiliensis Desv.[1]
- Olyra cordifolia Kunth[1]
- Olyra guineensis Steud.[1]
- Olyra latifolia var. arundinacea (Kunth) Griseb.[1]
- Olyra media Desv.[1]
- Olyra paniculata Sw.[1]
- Olyra scabra Nees[1]
- Stipa latifolia (L.) Raspail[1]

Olyra latifolia est une espèce de plantes monocotylédones de la famille des Poaceae, sous-famille des Bambusoideae, originaire des régions tropicales d'Amérique, introduite en Afrique et à Madagascar.

## Description
Elle atteint 3 m de hauteur

Détail d'un spécimen dans l'État de Bahia au Brésil.
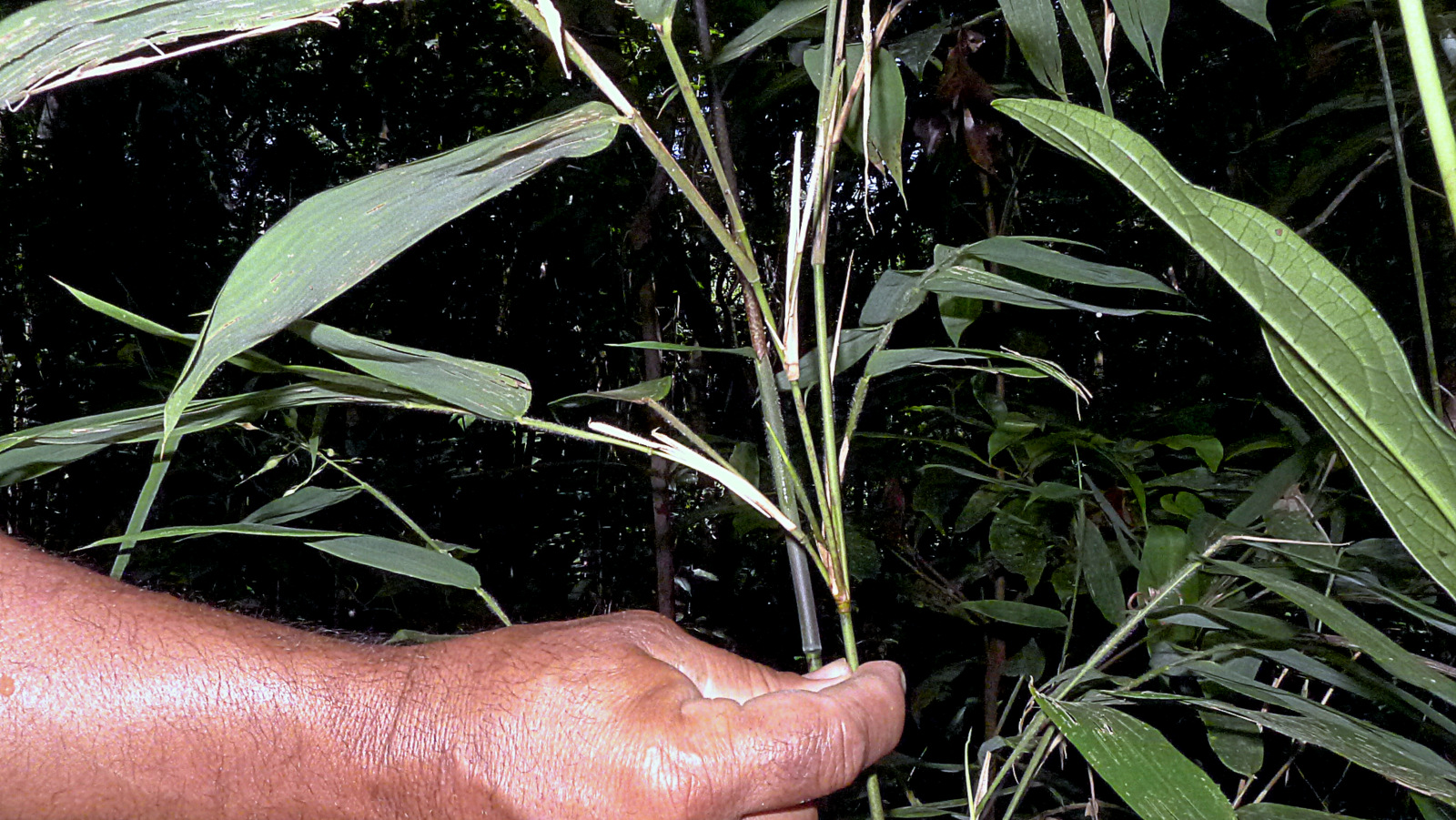
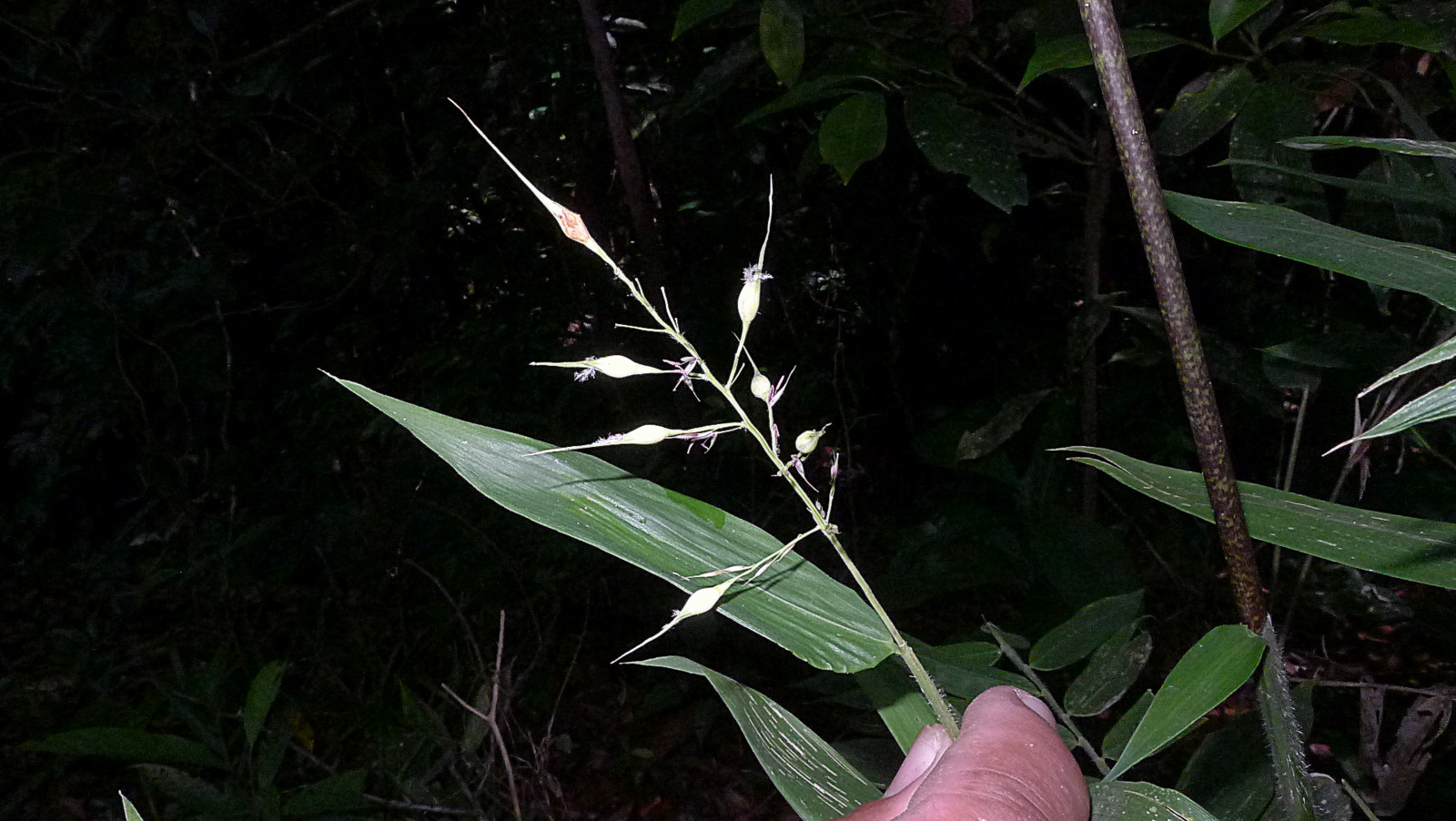
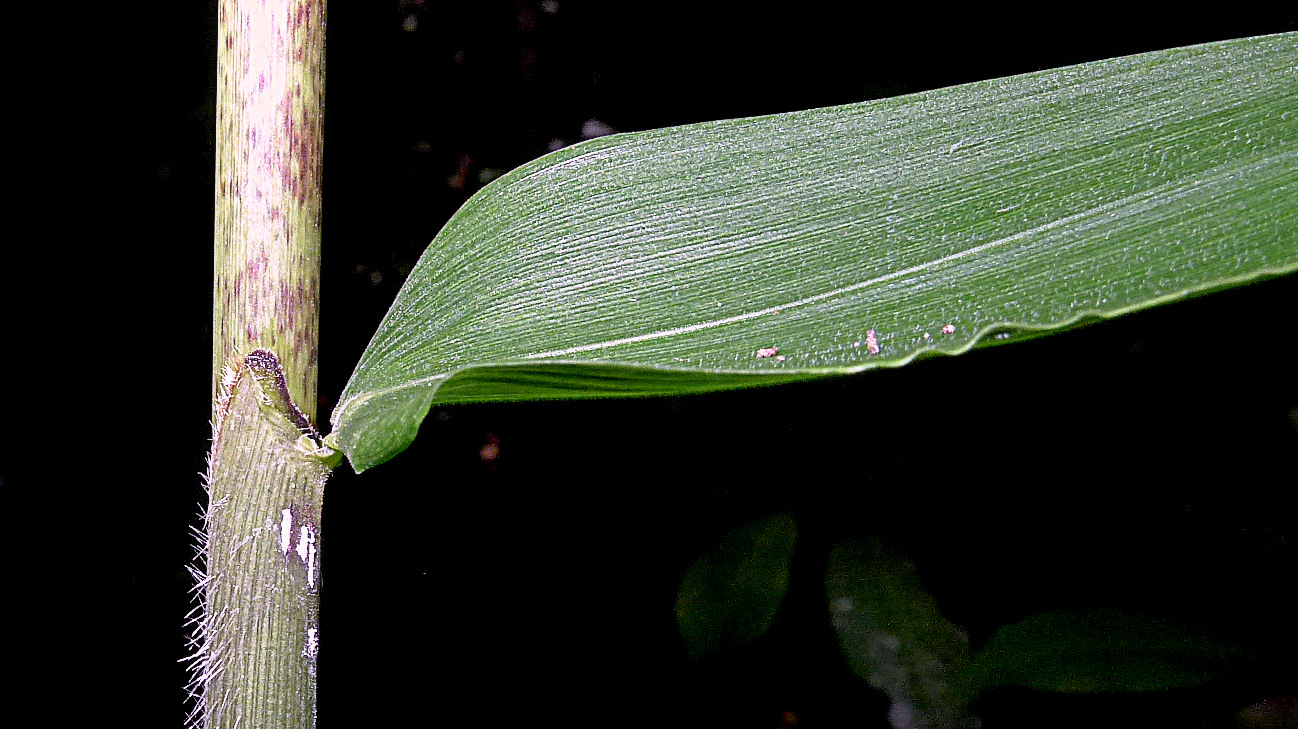
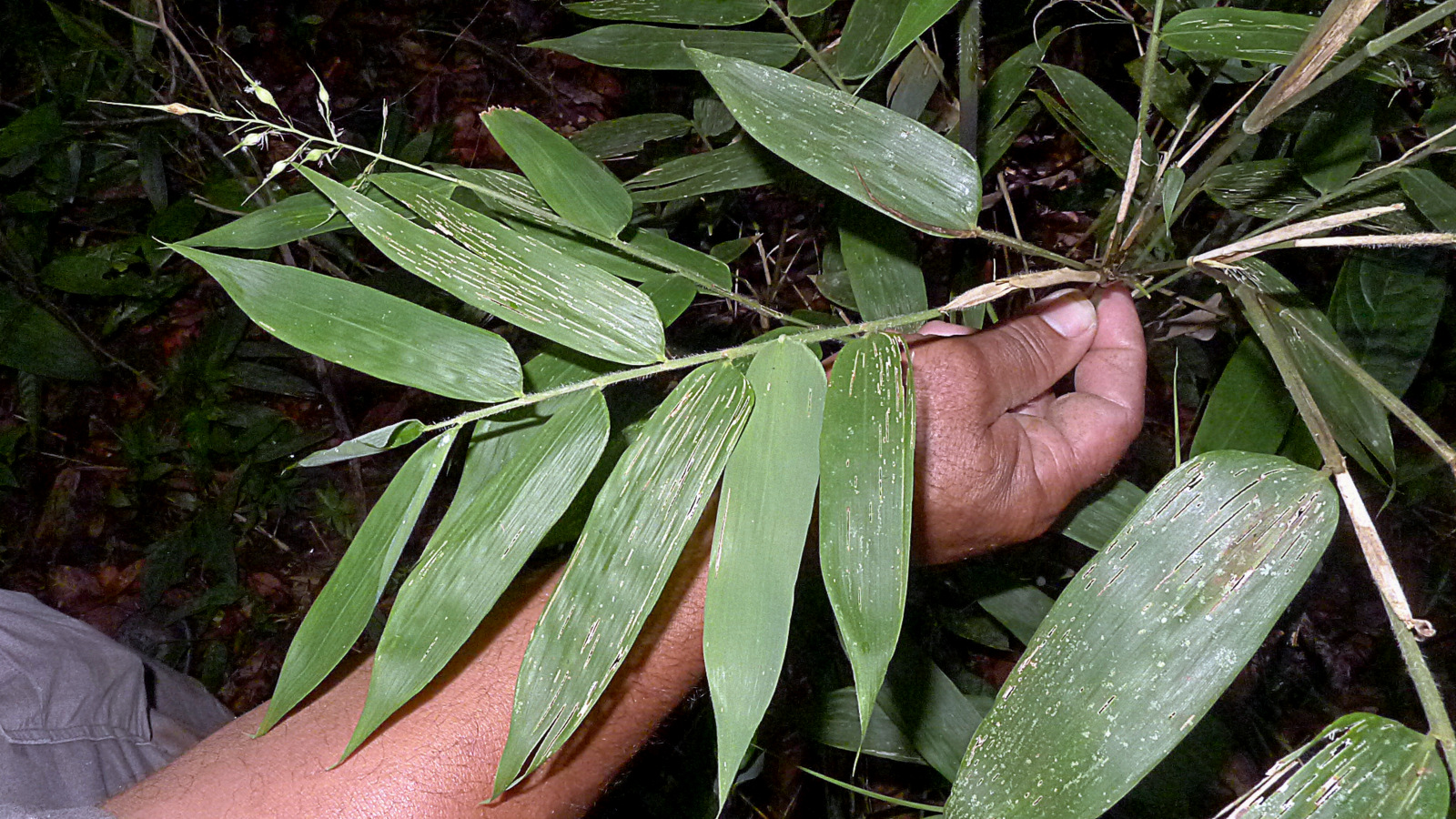

## Liste des variétés
Selon Tropicos (30 juin 2020) (Attention liste brute contenant possiblement des synonymes) :
- variété Olyra latifolia var. arundinacea (Kunth) Griseb.
- variété Olyra latifolia var. latifolia
- variété Olyra latifolia var. pubescens (Raddi) Döll
- variété Olyra latifolia var. vestita Henrard